# Kendel Herrarte
Kendel Omar Herrarte Mayen (Ciudad de Guatemala, Guatemala, 6 de abril de 1992) es un futbolista guatemalteco. Conocido por formar parte de la selección de Guatemala en una competición mundial de la FIFA. Juega como mediocampista en el FC Santa Lucía Cotzumalguapa de la Liga Nacional de Guatemala. 
Representó a Guatemala en la Copa del Mundo Sub-20 de 2011 y en la Copa de Oro 2015.

## Selección nacional

### Participaciones en Copas del Mundo
| Mundial                     | Sede     | Resultado        |
| --------------------------- | -------- | ---------------- |
| Copa Mundial Sub-20 de 2011 | Colombia | Octavos de final |

### Participaciones en Copa Oro
| Copa          | Sede                    | Resultado      |
| ------------- | ----------------------- | -------------- |
| Copa Oro 2015 | Estados Unidos · Canadá | Fase de grupos |

## Clubes
| Club                       | País      | Año               |
| -------------------------- | --------- | ----------------- |
| Comunicaciones Fútbol Club | Guatemala | 2010 - Actualidad |

- Datos: Q20676955